# Nemaschema puberulum
Nemaschema puberulum là một loài bọ cánh cứng trong họ Cerambycidae.